# Супероксиддисмутаза-1
Супероксиддисмутаза-1 (англ. Superoxide dismutase 1, soluble) – білок, який кодується геном SOD1, розташованим у людей на короткому плечі 21-ї хромосоми.  Довжина поліпептидного ланцюга білка становить 154 амінокислот, а молекулярна маса — 15 936.
| 10         |  | 20         |  | 30         |  | 40         |  | 50         |
| ---------- |  | ---------- |  | ---------- |  | ---------- |  | ---------- |
| MATKAVCVLK |  | GDGPVQGIIN |  | FEQKESNGPV |  | KVWGSIKGLT |  | EGLHGFHVHE |
| FGDNTAGCTS |  | AGPHFNPLSR |  | KHGGPKDEER |  | HVGDLGNVTA |  | DKDGVADVSI |
| EDSVISLSGD |  | HCIIGRTLVV |  | HEKADDLGKG |  | GNEESTKTGN |  | AGSRLACGVI |
| GIAQ       |  |            |  |            |  |            |  |            |

A: Аланін

C: Цистеїн

D: Аспарагінова кислота

E: Глутамінова кислота

F: Фенілаланін

G: Гліцин

H: Гістидин

I: Ізолейцин

K: Лізин

L: Лейцин

M: Метіонін

N: Аспарагін

P: Пролін

Q: Глутамін

R: Аргінін

S: Серин

T: Треонін

V: Валін

Цей білок за функціями належить до оксидоредуктаз, антиоксидантів. 
Білок має сайт для зв'язування з іоном міді, іонами металів, іоном цинку. 
Локалізований у цитоплазмі, ядрі, мітохондрії.